# Éthylvanilline
L'éthylvanilline est un aldéhyde aromatique proche de la vanillaldéhyde (ou vanilline) par la présence d'un groupement carboné supplémentaire. Il est largement utilisé pour son odeur de vanille dans l'industrie de la parfumerie et des arômes.

## Histoire
L'éthylvanilline est une molécule aromatique de synthèse utilisée depuis les années 1920 dans la parfumerie et depuis les années 1930 dans l'alimentation.

## Odeur
L'éthylvanilline a une odeur similaire à la vanille avec un côté sucré. Son intensité aromatique est 2-4 fois supérieure à celle de la vanilline. Elle possède par contre un goût amer à haute dose.

## Chimie
De formule linéaire C2H5OC6H3(OH)CHO, l'éthylvanilline est proche de la structure de la vanilline. Elle diffère par la substitution d'un groupement méthyle (–CH3) sur la liaison éther par un groupement éthyle (–CH2–CH3). 
Cet aldéhyde est faiblement soluble dans l'eau (1g par 100ml à 50 °C), soluble dans l'éthanol, l'éther, la glycérine et le chloroforme.
En solution en présence de fer et d'autre composé alcalin, l'aldéhyde développe une couleur rouge et perd son pouvoir odorant.

## Utilisation

### Alimentation
L'éthylvanilline est Fema GRAS et possède le nombre FEMA 2464, elle est considérée par l'IOFI comme un arôme artificiel. L'éthylvanilline est largement utilisée dans l'industrie alimentaire comme composant d'arôme, elle est utilisée pour améliorer les notes "fruité" et "chocolat". Par exemple : pour aromatiser les sachets de sucre "vanilliné", (ne pas confondre avec le sucre "vanillé", dans lequel se trouve de la vanilline provenant de gousses de vanille), ou bien le nougat.
En raison de cette caractéristique réglementaire (appartenance aux arômes artificiels), l'éthylvanilline est relativement peu utilisée dans l'industrie agroalimentaire. Outre l’exclusion d'une application dans les PLF (produits laitiers frais), son utilisation est quasi nulle dans les boissons (problèmes de solubilité et notes organoleptiques).[réf. nécessaire]

### Parfumerie
La première apparition de ce composé en parfumerie date de 1921 lorsque Jacques Guerlain ajouta quelques gouttes d’éthylvanilline dans le parfum Jicky pour voir ce que cela donnerait. Depuis, il est largement utilisé dans les compositions de parfum.

## Synthèse
3 voies de synthèse existent :
- à partir du guéthol, une molécule proche du gaïacol, en présence de la N,N-diméthyl-4-nitrosoaniline et d'urotropine ;
- par condensation du guéthol (1) par l'acide glyoxylique, suivie d'une réaction d'oxydation ;

- par réaction du guéthol avec l'acide acétique en présence d'acide sulfurique comme catalyseur.